# Dirk Lüken
Dirk Lüken (* 1. November 1932 in Emden; † 1. Januar 2020) war ein deutscher Komponist, Organist, Kirchenmusiker, Dichter und Schriftsteller.

## Leben und Wirken
Lüken war der Sohn des Kunstmalers Alfred (Ulfert) Lüken und Ella Lüken, geb. Hummel. Dirk Lüken erhielt seit dem 6. Lebensjahr Klavierunterricht. Nachdem die Familie während des Zweiten Weltkriegs nach Jever umgesiedelt war, besuchte er dort die Volks- und Hauptschule und wechselte 1942 ans Gymnasium, wo er 1954 sein Abitur ablegte. Anschließend absolvierte er an der pädagogischen Hochschule Oldenburg ein Lehramtsstudium für die Grund- und Hauptschule, das er 1957 abschloss, mit dem Ziel der Kombinationstätigkeit als Lehrer und Organist. Zwischen dem 13. und 15. Lebensjahr schrieb er bereits erste Kompositionen. Neben dem Klavierunterricht wurde er im Orgelspiel ausgebildet und er vertrat häufig die hauptamtlichen Organisten in der Kirche. Im Jahre 1956 absolvierte er die C-Prüfung für Kirchenmusiker im St. Petri-Dom Bremen. Sein Prüfer war der Bremer Organist und Komponist Volker Gwinner. Auf Empfehlung Gwinners wurde Lüken nach seinem Studienabschluss Organist in der Kirche und Lehrer an der Volks- und Hauptschule in Blexen nahe Nordenham und heiratete dort Ursula Elgeti. Aus der Ehe stammen zwei Kinder.
1963 wurde er Organist an der Aegidiuskirche in Berne (Landkreis Wesermarsch) und begründete im selben Jahr die Reihe der Berner Abendmusiken. Hier wurden sowohl tradierte Werke als auch eigene Kompositionen aufgeführt und die Konzerte erfreuten sich schon bald regen Zuspruchs in der Region. Seit 1964 leitete er jährlich zehn bis elf Berner Abendmusiken, jede unter Einschluss eigener Kompositionen. 1992 musste die Konzertreihe im zweiten Halbjahr pausieren, denn Lüken erlitt einen Schlaganfall mit Halbseitenlähmung links, die ihn veranlasste, zur Wiedererlangung der Mobilität einige Cembalowerke für die linke Hand zu schreiben. Im Jahre 2000 wurde durch die Evangelisch-Lutherische Kirchengemeinde Berne auf Initiative von Björn Thümler, dem Niedersächsischen Minister für Wissenschaft und Kultur, ein Orgelpositiv angeschafft, das Lüken nicht nur die Aufführung spezieller Werke von Georg Friedrich Händel, sondern auch passender Werke aus dem eigenen Kompositionenfundus erlaubte.
Als Lüken am 13. April 2014 mit 82 Jahren aus dem Kantorenamt schied, konnte er auf 510 Konzerte der Berner Abendmusiken zurückblicken. Über 810 Kompositionen, geistliche wie weltliche Werke, hatte er bis dahin geschrieben, überdies 150 Choralsätze auf Lieder des Evangelischen Gesangbuchs für die von ihm gegründete und bis zuletzt geleitete Berner Kantorei. Neben seiner Tätigkeit als Kirchenmusiker unterrichtete Lüken an der Grund- und Hauptschule Berne.
Seit 1963 wohnte Dirk Lüken mit seiner Frau im Berner Kantorenhaus neben der Sankt-Aegidius-Kirche. Hier verwahrte er auch seine Partituren und schriftstellerischen Texte.

## Kirchenmusik
Zwischen 1963 und 2014 betreute Lüken alle Gottesdienste der Evangelisch-Lutherischen Kirchengemeinde Berne einschließlich der Kasualien als Organist, Kantor bzw. Leiter der Berner Kantorei. Zusammen mit den Berner Abendmusiken und zusätzlichen eigenen Auftritten der Kantorei summierte sich die Anzahl der von ihm musikalisch geleiteten Veranstaltungen auf weit über 1.500. Dabei stützte Lüken sich von Beginn an nicht nur auf das eigene Orgel- und Cembalospiel. Insbesondere bei der Aufführung eigener Werke bezog er neben ambitionierten Laien professionelle Musiker ein. Große Unterstützung erfuhr Lüken durch den Oldenburger Komponisten und Pianisten Christoph J. Keller und den ebenfalls in Oldenburg wirkenden Komponisten Manfred Klinkebiel, der Lüken zu den bedeutendsten Kirchenmusikern und Kirchenmusikkomponisten in Norddeutschland zählt.

## Kompositionen
Das kompositorische Œuvre Lükens umfasst 813 Werke und wurde im Jahr 2018 im Buch Die einen sagen Dennoch veröffentlicht. Dazu kommen 150 von Lüken komponierte Choralsätze über Melodien des Evangelischen Gesangbuches. Es umfasst kirchliche und weltliche Kompositionen, Orchester- und kammermusikalische Werke ebenso wie Chorwerke und Lieder:
- Orchesterwerke
- Kammermusik mit und ohne Tasteninstrumente
- Werke für Kammerensemble nach alten Meistern
- Klavierwerke und Cembalowerke
- Orgelwerke
- Kantaten und Geistliche Konzerte
- Chorwerke a cappella
- Lieder für Singstimme und Klavier
- Berner Kantorei-Buch (Choralsätze)

Lükens Kompositionsstil ist von der Kontrapunktik geprägt. Seine Vorbilder sind Bach und weitere große Meister. Zitat: „Beliebige, nur dekorative Floskeln haben darin [= in meiner Musik] keinen Platz.“ „Ich habe Verständnis für alles Banale. Selber bin ich anti-banal“ sagt Lüken über sich selbst und räumt ein: „Das ist ziemlich strenge Musik, die ich schreibe.“

## Aufführungen
Lükens Werke kamen hauptsächlich in der St.-Aegidius Kirche Berne sowie der Kirche St. Cyprian und Cornelius (Ganderkesee) zur Aufführung.
2005 führten die Edewechter Kunstfreunde e.V. in der von dem späteren Jerusalemer Propst Uwe Gräbe betreuten Martin-Luther-Kirche in Edewecht-Süddorf ein als „Komponistenportrait Dirk Lüken“ bezeichnetes Konzert mit Lüken selbst am Cembalo auf. Am 10. Juni 2012 kam Lükens drittes Streichquartett 38 Jahre nach seiner Entstehung in der „Konzertkirche Warfleth“, der St.-Marien-Kirche zur Uraufführung. Ausführende waren die Musiker des dem Oldenburgischen Staatsorchester angehörenden Skiron-Quartetts.

## Texte
2008 beteiligte sich Lüken mit sieben Kurzgedichten unter dem Titel Ataraxia an der Ausschreibung zu einer Anthologie der Ersten Berner Bücherwochen. Die Gedichte mit dem für Lüken programmatischen Titel – Ataraxie bezeichnet Seelenruhe, Unerschütterlichkeit und Gelassenheit – wurden angenommen und veröffentlicht. Zirka dreihundert seiner Gedichte wurden 2018 in dem Buch Die einen sagen Dennoch herausgegeben. Lüken widmete sich auf seiner „Suche nach der Melodie des Lebens“ (Zitat Christoph J. Keller) allen bedeutenden philosophischen Strömungen von der Antike bis in die Jetztzeit und erwies sich dabei als Natur- und Alltagsbeobachter. Sein schriftstellerisches Werk beinhaltet außerdem Essays, Traktate, Notate und Briefe.

## Ehrungen
Lüken wurde von der „Oldenburgischen Landschaft“ als Initiator, Organisator und Ausführender der Konzertreihe „Berner Abendmusiken“ für „herausragende Verdienste um die Kultur im Lande Oldenburg“ mit der Landschaftsmedaille ausgezeichnet, die ihm am 2. Juli 2011 durch den Landtagsabgeordneten Björn Thümler verliehen wurde.